# VII. Amenemhat
VII. Amenemhat (más néven Kai, uralkodói nevén Szedzsefakaré) ókori egyiptomi fáraó volt a XIII. dinasztia idején. Neve a torinói királylista mellett több kisebb tárgyról, köztük hat pecséthengerről, egy Medamudban talált bárkaállványról (ma a kairói Egyiptomi Múzeumban, JE 15900) és két szkarabeuszpecsétről ismert. Neve graffitóként megjelenik I. Huit királyné szakkarai sírjában. Ryholt 6-7 évnyi uralkodási időt tulajdonít neki.

## Név, titulatúra
A fáraók titulatúrájának magyarázatát és történetét lásd az Ötelemű titulatúra szócikkben.
| G5 |

| G5 |

| Hr · tp · N19 |

| Hr · tp · N19 |

| Hr · tp · N19 |

| Hr · tp · N19 |

| G5 |

| G5 |

| Hr · tp · N19 |

| Hr · tp · N19 |

| Hr · tp · N19 |

| Hr · tp · N19 |

| G16 |

| G16 |

| nTr | G30 |

| nTr | G30 |

| G16 |

| G16 |

| nTr | G30 |

| nTr | G30 |

| G8 |

| G8 |

| G8 | aA · F9 · F9 |

| G8 | aA · F9 · F9 |

| G8 |

| G8 |

| G8 | aA · F9 · F9 |

| G8 | aA · F9 · F9 |

| M23 | L2 |

| M23 | L2 |

| ra | s | D · f | A | kA |

| ra | s | D · f | A | kA |

| ra | s | D · f | A | kA |

| ra | s | D · f | A | kA |

| ra | s | D · f | A | kA |

| ra | s | D · f | A | kA |

| ra | s | D · f | A | kA |

| ra | s | D · f | A | kA |

| M23 | L2 |

| M23 | L2 |

| ra | s | D · f | A | kA |

| ra | s | D · f | A | kA |

| ra | s | D · f | A | kA |

| ra | s | D · f | A | kA |

| ra | s | D · f | A | kA |

| ra | s | D · f | A | kA |

| ra | s | D · f | A | kA |

| ra | s | D · f | A | kA |

| G39 | N5 | \| \| |
|     |    |       |

|  |

| G39 | N5 | \| \| |
|     |    |       |

|  |

| kA | i | i | i | mn · n | m | HAt · t |

| kA | i | i | i | mn · n | m | HAt · t |

| kA | i | i | i | mn · n | m | HAt · t |

| kA | i | i | i | mn · n | m | HAt · t |

| kA | i | i | i | mn · n | m | HAt · t |

| kA | i | i | i | mn · n | m | HAt · t |

| kA | i | i | i | mn · n | m | HAt · t |

| kA | i | i | i | mn · n | m | HAt · t |

| G39 | N5 | \| \| |
|     |    |       |

|  |

| G39 | N5 | \| \| |
|     |    |       |

|  |

| kA | i | i | i | mn · n | m | HAt · t |

| kA | i | i | i | mn · n | m | HAt · t |

| kA | i | i | i | mn · n | m | HAt · t |

| kA | i | i | i | mn · n | m | HAt · t |

| kA | i | i | i | mn · n | m | HAt · t |

| kA | i | i | i | mn · n | m | HAt · t |

| kA | i | i | i | mn · n | m | HAt · t |

| kA | i | i | i | mn · n | m | HAt · t |

## Fordítás
- Ez a szócikk részben vagy egészben  az   Amenemhat VII című angol Wikipédia-szócikk ezen változatának fordításán alapul.  Az eredeti cikk szerkesztőit annak laptörténete sorolja fel. Ez a jelzés csupán a megfogalmazás eredetét és a szerzői jogokat jelzi, nem szolgál a cikkben szereplő információk forrásmegjelöléseként.